# Oncocnemis senica
Oncocnemis senica is een vlinder uit de familie uilen (Noctuidae). De wetenschappelijke naam is voor het eerst geldig gepubliceerd in 1856 door Eversmann.
De soort komt voor in Europa.